# Болгарские военнопленные в России
Болгарские военнопленные в России — болгарские военнослужащие, захваченные в плен войсками Российской империи в ходе боевых действий Первой мировой войны. 

## Захват в плен
Во время Первой мировой войны Болгария и Россия оказалась по разные стороны конфликта. В ходе боевых действий на Румынском и Македонском фронтах, а также в морских сражениях, Россия захватила несколько болгарских солдат в плен. Согласно показаниям первых болгарских пленных, изначально они не желали воевать против России. Однако, увидев, что русские войска действуют в союзе с презираемыми болгарами румынами и ненавистными сербами, многие болгарские солдаты изменили своё отношение и вступили в бой с русскими.
Помимо захвата болгарских военнослужащих на фронтах, российские власти также активно занимались высылкой и интернированием болгарских подданных, подозреваемых в нелояльности. Болгарские гражданские лица были помещены в лагеря для интернированных или заключены в тюрьмы.

## Численность и размещение
Численность болгарских военнопленных в России была невелика по сравнению с пленными других национальностей. В русском плену оказалось 26 офицеров, 134 сержанта и 1473 болгарских солдат (на момент РСФСР болгарских военнопленных насчитывалось 670 человек). Основную массу среди пленных составляли малоземельные и безземельные крестьяне. Возрастная дистанция между пленными составляла 30 лет, колеблясь в промежутке от 17 до 47 лет. Пленные были разбросаны небольшими группами по различным городам Европейской части России, в том числе в Москве, Петрограде, Пензенской губернии, Самаре, Саратове, Рязани, Астрахани, Орле, Курске, Царицыне и др. и небольшое число было в Сибири и Средней Азии. К болгарам относились лучше, чем к пленным других стран, поскольку болгары рассматривались российскими властями как представители дружественной нации. Им были предоставлены некоторые послабления в плену.

## Участие в гражданской войне в России
После Октябрьской революции 1917 года положение болгарских пленных в России изменилось, часть из них стала активно поддерживать советскую власть и участвовать в создании организаций военнопленных-интернационалистов. Благодаря относительно лучшему пониманию русского языка они смогли быстро установить с советскими организациями.
В Инсаре Пензенской губернии была образована болгарская группа социал-демократов интернационалистов под руководством Георгия Михайлова. 16 февраля 1918 года она провела митинг австро-венгерских, германских и болгарских военнопленных, поддерживавших советский режим, где было принято решение о формировании организации, пропагандирующей социалистические идеи. Московский комитет военнопленных 26 февраля 1918 года созвал совещание комитета с представителями болгарской революционных организаций военнопленных, с целью планомерного приема военнопленных в Красную Армию. 14 марта 1918 года в Москве происходила конференция болгарских интернационалистов. 22 апреля 1918 года происходили совещания югославской и болгарской групп, которые приняли решение об объединении. Для болгарских пленных на болгарский язык была переведена Конституция РСФСР, а также издавалась газета «Всемирная революция».
Болгарские интернационалисты участвовали в боях на стороне красных на различных фронтах гражданской войны, много из них участвовало в боях под Одессой в апреле 1919 года, где погибло несколько болгар. 

## Репатриация
25 января 1918 года РСФСР подписала соглашение с Болгарией о возвращении на родину их раненых и больных военнопленных. В мае-июне 1918 года часть болгарских военнопленных была репатриирована в Болгарию согласно Брестскому миру. 